# イタリアの経済
イタリアの経済（いたりあのけいざい、イタリア語: Economia d'Italia）は、高度に発展した資本主義経済であり、社会的市場経済を基盤とするシステムである。
イタリアは名目総GDPで世界8位、PPP（購買力平価）で12位に位置し、EU（欧州連合）で3番目に大きな経済規模を誇る。また、ヨーロッパではドイツに次いで2番目、世界では7番目に大きな製造業を有する国でもあり、多様化した経済を中心にサービス業が非常に強く、世界の主要先進国の1つとされている。
欧州連合、ユーロ圏、シェンゲン圏、OECD（経済協力開発機構）、G7、G20の創設メンバーであり、国際的に重要な影響力を持つ国の1つである。

## 特徴

### 基礎データー
恒常的に安定した貿易黒字を確保しており、世界で3番目に大きな黄金準備（約2,451トン）を保有している。香港に次いで世界で2番目に民間資産が多い国とされ、これらの資産がイタリアの全国GDPに占める割合も非常に高い。また、イタリアはEUに対してドイツ、フランスに次ぐ3番目の純拠出国であり、経済的に困難な状況にあるEU加盟国に多額の支援を行っている。
製造業では世界第7位、輸出国としても世界第8位に位置し、2021年の輸出額は6,110億ドルに達していた。社会保障制度の支出はGDPの約24.4%を占めており、この割合はOECD諸国の中でも非常に大きなものであり、イタリア国民、とくに北部の人々は世界最先端の生活水準を享受している。また、国連のHDI（人間開発指数）では、イタリアは「非常に高い」生活水準に分類され、『The Economist』の調査によると、世界で8番目に生活の質が高い国と評価されている。
世界の主要国と同様に「中小企業」が経済の中心となっているが、自動車・ブランド品・機械製造の分野では世界的な大企業も数多く存在している。ほかの同規模の国、例えばスペインやポーランドと比べると、イタリアは非常に多様な産業構造を持ち、偏った経済や特定産業の欠如といった問題に直面することは滅多にない。ただし、イタリアには独自の課題も存在しており、その中の最大のが南北間の経済格差である： 
- 北部地域は、ミラノ、ヴェネツィア、フィレンツェ、トリノといった大都会が林立し、パリやロンドンのように発展しやすい経済圏になっている。
- 南部地域は、食品産業、農業、軽工業、手工業、観光業が盛んでいるが、やや北部に依存しており、北部と補完関係を形成している。
- 中部地域は、首都のローマを含み、北部と南部の特徴を併せ持つ過渡地帯として、全国交通や文化・官僚機構の中心地という役割を担っている。

### 対外貿易と国内貿易
主要な相手国としてはドイツ（12.5%）、フランス（10.3%）、アメリカ（9%）、スペイン（5.2%）、イギリス（5.2%）、スイス（4.6%）が挙げられている。イタリアの対外貿易の約59%は、欧州連合の加盟国との間で行われており、世界貿易および輸出において主要な地位を占める国となっている。さらに、イタリアは協同組合セクターが強く、EU内で協同組合に雇用されている人口の割合（4.5%）が最も高い。
影響力があり革新的なビジネス経済分野、競争力のある農業部門（イタリアは世界最大のワイン生産国）、および高品質で創造的な製品（自動車、船舶、家庭用電化製品、デザイナーズ衣料品など）の製造でも知られている。また、イタリアはヨーロッパで最大の高級品市場を有し、世界でも3番目の規模を誇る。多様な製品を生産・輸出しており、その製品には機械、自動車、医薬品、家具、食料品、衣料品が含まれる。
しかし、こうした重要な成果にもかかわらず、現在のイタリア経済は構造的および非構造的な課題に直面している。年間成長率はしばしばEU平均を下回ることがあり、2000年代後半の景気後退の影響も受けた。また、1980年代以降の政府支出の増加により、深刻な公債の増加が見られる。さらに、イタリアの生活水準は全体として非常に高いが、「南北間の格差」が顕著である。北部イタリアの1人当たりGDPはEU平均を大きく上回る一方、南部の一部地域や県は平均を大幅に下回る。中央イタリアの1人当たりGDPは平均的な水準である。
近年では、イタリアの1人当たりGDPの成長率はユーロ圏の平均に徐々に追いつきつつあり、雇用率も向上している。しかし、非公式な雇用（労働力の10%から20%と推定される）の多さにより、公式の数値については経済学者の間で議論がある。非公式経済は南部イタリアに多く見られ、北に行くほどその影響は減少する。実際の経済条件において、南部イタリアはほぼ中央イタリアの水準に達している。

## 歴史の概要

### 2020年代以前
イタリア経済は19世紀から徐々に農業中心の構造を脱却し、20世紀初頭には工業三角地帯で優れた発展を遂げていた。第二次世界大戦後、戦争の影響を大きく受けて経済構造は大きく変化し、その後の数年間には一時的に停滞していた。しかし、米国の『マーシャル・プラン』を通じて、数十年にわたる急速な経済成長を経験し、世界有数の経済大国へと成長していた。この成長は長期間にわたり、1990年代初頭までずっと続いていた。
この期間中、農業、畜産、漁業といった第一次産業が縮小し、工業およびサービス業が拡大し、とくにイタリア経済の奇跡と呼ばれる時期に顕著であった。また、南部から中北部の工業地帯への大規模な移住が進み、それに伴い都市化が加速した。この都市化は労働市場の変化とも密接に関連していた。工業化の進展は1980年代に完了し、その後は銀行、保険、商業、金融、通信といったサービス業が発展する「経済のサービス化」が始まっていた。
しかし、1990年代以降、イタリア経済は減速し始め、2000年代には事実上の停滞期に突入した。この期間中、成長率は極めて低水準にとどまった。2008年～2009年の「世界金融危機（リーマンショック）」の影響でイタリアは深刻な不況に陥り、2012～2013年にはギリシャの破産による「欧州債務危機」は二度目の不況を経験した。
その後、一時的な回復を見せたものの、2018年～2019年には「米中貿易戦争」の影響で再び成長が鈍化し、実質的な停滞状態に陥っていた。さらに2020年には、コロナの禍によって経済が9%以上縮小したが、2021年には部分的な回復を遂げた。
現在のイタリア経済の足を縛る原因は、過剰な官僚制度や福祉支出があること、労働生産性がほかの欧州諸国と比べて遥かに低いこと、そして先進国の中で日本に次ぐ巨額の公債を抱えていることの3つである。

### 2020年代以降
フェラーリ・ポルトフィーノは、「メイド・イン・イタリー」ブランドの成功を象徴する存在であり、イタリア経済の強化に寄与している。
2022年以降、コロナの禍から回復したイタリアは、経済の回復力を発揮して再始動を果たしている。2021年から2023年にかけて、世界的なエネルギー危機に直面したが、これはイタリア自身の問題ではなく、2022年2月24日に始まったロシアによるウクライナ侵攻が背景にある。こうして、イタリアの天然ガスをはじめとするエネルギー価格の高騰を引き起こした。これに伴い、ヨーロッパ全体でインフレが進行し、ECB（欧州中央銀行）は利上げを段階的に進めて対応した。また、『PNRR（国家復興とレジリエンス計画）』 は、ロシア産のエネルギーから欧州産や米国産への切り替えを重視し、危機や供給チェーンの混乱、新たな地政学的状況を受けて、イタリアは良い方向に向かっている。
また、欧州連合との再調整を余儀なくされた。2023年3月には米国で銀行危機が発生し、一部の銀行が破綻や再編を余儀なくされた。しかし、この現象は一時的かつ米国限定の経済金融現象であると速やかに認識された。スイスのクレディ・スイス銀行が倒産したことを除けば、欧州地域への影響はほとんど無かった。それでも、イタリアは信用政策を引き締めている。イタリアの銀行にとって、欧州中央銀行による高金利政策は、自らの基盤を強化する好機ともなった。新たに発行された「BTP Valore」債券は、高金利が奏功し、個人投資家の間で非常に成功を収めている 。
2023年10月7日以降、中東の紛争により地政学的緊張が一層高まった。しかし、2024年にはエネルギー価格の下落や原油価格の安定・低下により、イタリア経済は回復力を維持し、インフレも緩和されていた。同年9月、欧州中央銀行は政策金利を0.25%引き下げた。イタリア経済は、紛争の激化に伴う地政学的リスクに直面しながらも、戦略的資産、とりわけ国防分野をより強力に保護している。また、2026年までに完了予定の『PNRR計画』の実施は、多くの経済分野に恩恵をもたらしている。